# Кошерень (Долж)
Кошерень, Кошерені (рум. Coșereni) — село у повіті Долж в Румунії. Входить до складу комуни Теслуй.
Село розташоване на відстані 154 км на захід від Бухареста, 33 км на південний схід від Крайови.

## Населення
За даними перепису населення 2002 року у селі проживали 145 осіб, усі — румуни. Усі жителі села рідною мовою назвали румунську.